# Червоний Елвіс
«Червоний Елвіс (соціалістичні настрої серед домогосподарок)» — вистава театру-студії «Арабески», прем'єра якої відбулася 18 березня 2010 року.
Ініціатором проєкту стало молоде подружжя: Валентин Панюта й Тетяна Міхіна. Чекаючи на дитину, вони документували процес вагітності Тетяни. На підставі цієї документації у співпраці з Сергієм Жаданом, з'явилась п'єса «Червоний Елвіс».
Це гострий, іронічний, актуальний, жорсткий текст, що складається з шести новел:
Як схуднути без дієти. Як влаштувати незабутню корпоративну вечірку. Як зберегти родинний затишок. Як відмовити рекламному агенту. Як харчуватися в супермаркетах. Як убити всіх. У виставі була використана ненормативна лексика.
Своєрідний підручник для самотньої вагітної домогосподарки, яка має не просто вижити в сучасному суспільстві споживання, але зберегти свободу своєї ще ненародженої дитини. У виставі використаний активний відео-компонент у поєднанні з сучасним дизайном, хореографією та музикою.
Тривалість вистави 54 хвилин (без антракту).

## Автори
- Текст — Сергій Жадан
- Постановка — Світлана Олешко
- Музика — Younnat (сольний проєкт Олега Сердюка, клавішника групи «Lюk») www.younnat.com
- Сценографія, костюми та дизайн проєкту — ГРАФПРОМ (Марія Норазян, Ілля Павлов) www.grafprom.com.ua
- Хореографія — Олександр Задачин, Лариса Венедиктова
- Монтаж відео — Олександра Панченко
- Актори: Михайло Барбара, Наталія Цимбал, Ірина Волошина
- Координатори проєкту: Марія Заіченко, Марина Конєва
- У відео до вистави використано роботи Артема Волокітіна «Комбінаторика» та «Юнак» і матеріали АН «МедіаПорт»

## Технічні характеристики до сценічного майданчика
- висота — 3,5 м
- ширина — 8,5 м
- глибина — 6 м
- можливість підключення техніки з сумарною потужністю 2200 Вт